# Johan Silfverström
Johan Silfverström den äldre (ursprungligen Johan Otto), född 1616 i Falun, död 19 juli 1689 på Stora Hyttnäs i Sundborn, var en svensk ämbetsman. Han var svärfar till Georg Wallberg.

## Biografi
Han blev efter studier först vid Uppsala universitet och från 1634 vid Greifswalds universitet och Rostocks universitet promoverad till magister vid Uppsala universitet.1643. Han deltog i bildandet av Västmanlands-Dala Nation i Uppsala 1639. Han var stadsnotarie (syndicus) i Falun från 1646 och borgmästare i samma stad från 1649. Han utsågs till bergmästare i Västerbergslagen 1656 och avsade sig borgmästarämbetet i Falun 1657 och blev samma år utsedd till landsdomare i Öster- och Västerdalarna. Han lämnade landsdomartjänsten 1659 och blev bergmästare vid Sala silvergruva 1660. Han adlades Silfverström 3 december 1666. Utsågs till extra ordinarie assessor 1669 och ordinarie assessor i bergskollegium 1672 och han blev utsedd till direktör för Hällefors silververk 1688.
1658 blev han sänd till Norge av landshövdingen Lorentz Creutz för att ombesörja att en ny gräns överenskoms mellan Norge och Sverige i enlighet med freden i Roskilde. I samband med detta var Silvferström fängslad i 40 veckor av norrmännen.
Johan Silfverström var son till barberaren, bergsmannen, rådmannen och riksdagsmannen Lydert (Ludvig) Otto. Silfverström var gift två gånger dels med Aletha Clasdotter Edenberg, (1631–1653) dotter till rådmannen i Uppsala Claus Eden och hans hustru Gertrud Sulchen och dels med Magdalena Johansdotter i dotter till bergsmannen Jan Ersson Hyttnäs och hans hustru Karin Andersdotter Räf.